# Antonio Roldán Monés

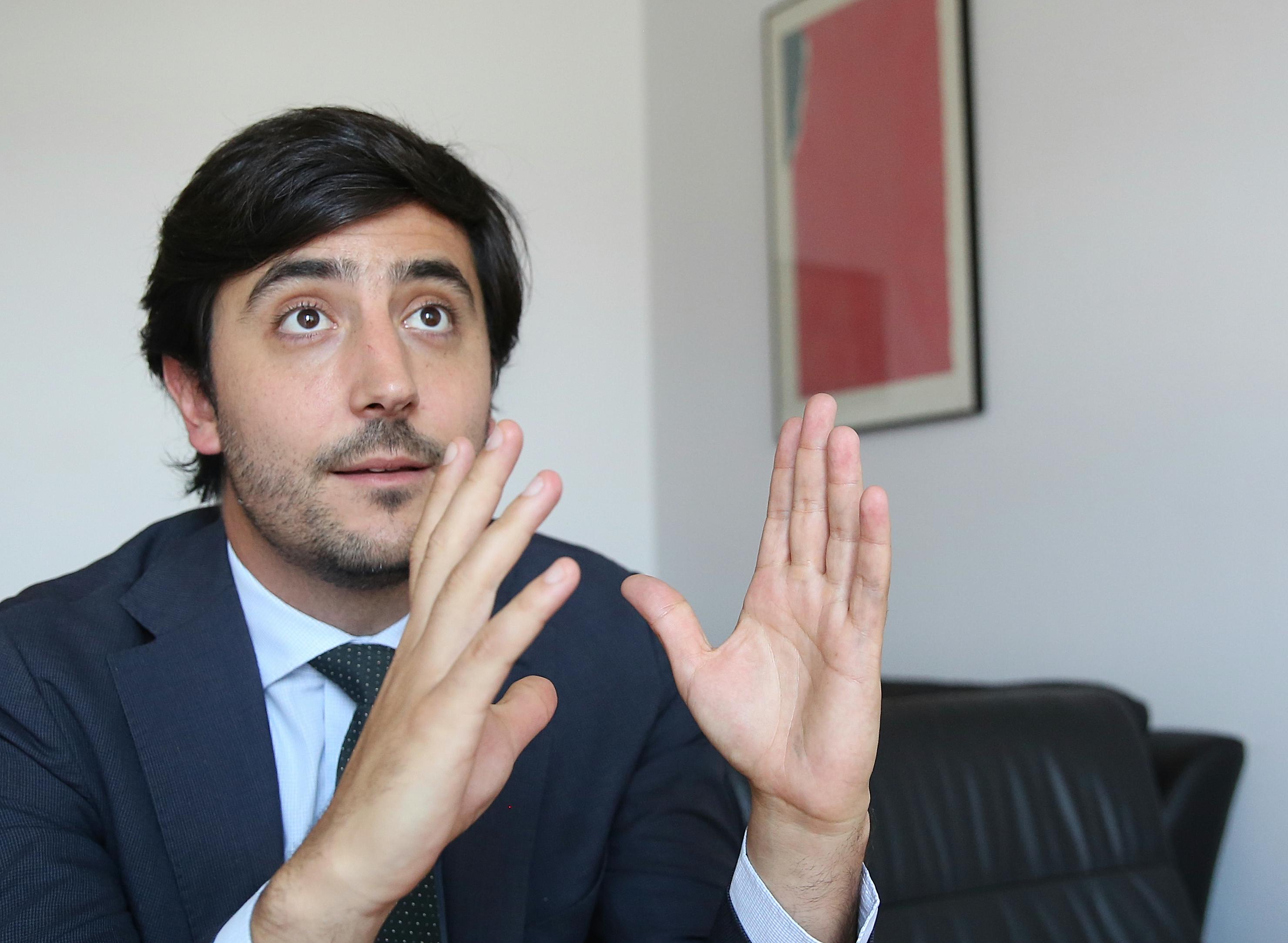
Toni Roldán in 2017

Antonio Roldán Monés (Toni Roldán, Barcelona, 14 mei 1983) is een Spaans politicus. Hij zat namens de liberale partij Ciudadanos in het Congres van Afgevaardigden in Madrid tijdens de elfde, twaalfde en dertiende legislatuur. Hij vertegenwoordigde de progressief liberale stroming binnen die partij, maar stapte in juni 2019 uit de partij, uit onvrede over de zwaai naar rechts die zij maakte onder leiding van Albert Rivera, en de regeringsoverkeenkomsten die zij sloot met de conservatieve PP en vooral de extreemrechtse partij Vox in een groot aantal regio's en gemeentes, terwijl ze tegelijkertijd categorisch weigerde te onderhandelen met de socialistische partij PSOE onder leiding van Pedro Sánchez.
- Biblioteca Nacional de España: XX5554877
- Catàleg d'autoritats de noms i títols de Catalunya: 981058509500906706
- Gemeinsame Normdatei: 1083838997
- Nationale Bibliotheek van Israël: 987007315804505171
- Virtual International Authority File: 1145243766874441940